# Marcin Warchoł
Marcin Józef Warchoł (ur. 13 lipca 1980 w Nisku) – polski prawnik i polityk, doktor habilitowany nauk prawnych, adiunkt Uniwersytetu Warszawskiego. W latach 2015–2019 podsekretarz stanu, a w latach 2019–2023 sekretarz stanu w Ministerstwie Sprawiedliwości, od 2019 poseł na Sejm IX i X kadencji, w 2023 minister sprawiedliwości i prokurator generalny w trzecim rządzie Mateusza Morawieckiego.

## Życiorys
Jest absolwentem Wydziału Prawa i Administracji Uniwersytetu Warszawskiego. W 2009 uzyskał stopień doktora nauk prawnych w zakresie prawa na podstawie napisanej pod kierunkiem prof. Piotra Kruszyńskiego rozprawy pt. Nadużycie prawa w polskim procesie karnym w świetle orzecznictwa i doktryny polskiej i obcej. W 2018 otrzymał na Wydziale Prawa i Administracji UW stopień doktora habilitowanego nauk prawnych na podstawie pracy pt. Ciężar dowodu w procesie karnym. Studium prawnoporównawcze.
W latach 2006–2007 był asystentem ministra sprawiedliwości Zbigniewa Ziobry, a w latach 2009–2010 asystentem Rzecznika Praw Obywatelskich Janusza Kochanowskiego. W biurze RPO pracował do czasu przejścia do Ministerstwa Sprawiedliwości. W VII kadencji Sejmu był doradcą klubu poselskiego Ruchu Palikota.
Jest adiunktem w Instytucie Prawa Karnego Wydziału Prawa i Administracji UW. Wiceprezes Fundacji Ius et Lex. Od 18 listopada 2015 do listopada 2019 był podsekretarzem stanu w Ministerstwie Sprawiedliwości.
15 czerwca 2019 w imieniu Ministerstwa Sprawiedliwości kierowanego przez Zbigniewa Ziobrę zapowiedział pozwanie karnistów z Uniwersytetu Jagiellońskiego (m.in. Włodzimierza Wróbla, Mikołaja Małeckiego i Szymona Tarapaty) za opublikowanie ekspertyzy naukowej do uchwalonych zmian w prawie karnym. Zapowiedź pozwu wywołała krytyczną reakcję opinii publicznej i środowiska naukowego. Jarosław Kaczyński uniemożliwił ministerstwu złożenie pozwu z obawy przed kompromitacją przed sądem.
W październiku 2019 w wyborach parlamentarnych Warchoł został wybrany z listy PiS (jako przedstawiciel Solidarnej Polski) do Sejmu, otrzymując 28 495 głosów w okręgu rzeszowskim. 17 grudnia tego samego roku został powołany na stanowiska sekretarza stanu w Ministerstwie Sprawiedliwości i pełnomocnika rządu do spraw praw człowieka.
W lutym 2021 ogłosił zamiar startu w przedterminowych wyborach na prezydenta Rzeszowa i rezygnację z członkostwa w Solidarnej Polsce (pozostając jednak jej posłem, później ponownie zaangażował się w jej działalność; w 2023 partia przemianowała się na Suwerenną Polskę). Jego kandydaturę jako tę, która „gwarantuje dalszy rozwój” Rzeszowa, poparł ustępujący prezydent Tadeusz Ferenc. W wyborach, które odbyły się 13 czerwca 2021, zajął trzecie miejsce, uzyskując 10,72% głosów.
W październiku 2023 w wyborach parlamentarnych został wybrany z listy PiS (jako przedstawiciel Suwerennej Polski) do Sejmu, otrzymując 26 750 głosów w okręgu rzeszowskim. 27 listopada 2023 został powołany na urząd ministra sprawiedliwości, z którego został odwołany 13 grudnia 2023 w związku z utratą władzy przez tzw. Zjednoczoną Prawicę. W październiku 2024, po wejściu Suwerennej Polski w skład Prawa i Sprawiedliwości, został wybrany w skład komitetu wykonawczego tej partii.

## Wyniki wyborcze
| Wybory | Komitet wyborczy | Komitet wyborczy                                | Organ                     | Okręg                     | Wynik          |
| ------ | ---------------- | ----------------------------------------------- | ------------------------- | ------------------------- | -------------- |
| 2019   |                  | Prawo i Sprawiedliwość                          | Sejm IX kadencji          | nr 23                     | 28 495 (4,84%) |
| 2021   |                  | KW Marcin Warchoł Tadeusz Ferenc – Dla Rzeszowa | Prezydent miasta Rzeszowa | Prezydent miasta Rzeszowa | 8 546 (10,72%) |
| 2023   |                  | Prawo i Sprawiedliwość                          | Sejm X kadencji           | nr 23                     | 26 750 (3,97%) |

## Życie prywatne
Syn Władysława i Teresy. Żonaty, ma czworo dzieci.